# 1801 au Japon
Cette page concerne l'année 1801 du calendrier grégorien au Japon.

## Gouvernement
- Empereur : Kōkaku Tennō
- Shogun : Tokugawa Ienari

## Événements

### Janvier
- 1er janvier : promulgation officielle de la nouvelle ère Kyōwa.
- 11 janvier : un tsunami frappe la côte de Sanriku.

### Février
- 5 février : début du recensement général de la population ordonné par le bakufu.
- 24 février : fondation du domaine de Shizuoka.

### Mars
- 15 mars : importantes inondations dans les provinces du Kantō.

### Avril
- 7 avril : renforcement des restrictions sur l'importation de livres étrangers.

### Mai
- 21 mai : apparition d’un phénomène céleste observé à Kyoto.

### Juin
- 10 juin : lancement de grands travaux hydrauliques dans la région d'Edo.

### Juillet
- 25 juillet : début d'une épidémie de variole dans la région de Kansai.

### Août
- 3 août : séisme modéré ressenti dans les provinces de Tōhoku.
- 15 août : cérémonie d’hommage à Tokugawa Ieyasu au Nikkō Tōshō-gū.

### Septembre
- 1er septembre : promulgation de nouveaux règlements pour le commerce du riz à Osaka.

### Octobre
- 12 octobre : incendie majeur à Edo, destruction de plusieurs quartiers.

### Novembre
- 8 novembre : annonce de normes vestimentaires pour les samouraïs de rang inférieur.

### Décembre
- 27 décembre : famine signalée dans plusieurs villages du nord du Japon.

## Naissances
- 1801 : Ōno Benkichi, pionnier de la photographie au Japon.
- 11 février 1801 : Itō Genboku, chirurgien japonais et un expert en Rangaku.

## Décès
- 9 mai 1801 : Nishio Tadayuki, daimyō du domaine de Yokosuka dans la province de Tōtōmi (né en 1749).
- 5 novembre 1801 : Motoori Norinaga, érudit japonais, à la fois médecin, poète et philosophe de formation classique (né le 21 juin 1730).